# KK Croatia Berlin
KK Croatia je košarkaški klub Hrvata u Njemačkoj iz Berlina.
Osnovana je 1992. godine. Održala je 6. Memorijalni košarkaški turnir Dražen Petrović, a pomoć u organizaciji pružio im je Savez hrvatskih društava Berlina. Sjedište kluba je na Eisenfelder Ring 18, 13583 Berlin Spandau., ali se vode na Tempelhof - Schöneberg. Treninge održavaju u Paul-Simmel-Grundschule, Felixstraße 26 .

## Vanjske poveznice
- KK Croatia Berlin
- Facebook 1. Herren: KK Croatia Berlin I vs. Füchse Berlin Reinickendorf I] (na njemačkom)
- Hrvati.ch[neaktivna poveznica] Domovnica Predstavljamo hrvatske sportske amaterske klubove izvan domovine